# Бурштинові очі
«Бурштинові очі» (англ. Eyes of Amber) — науково-фантастичне оповідання американської письменниці Джоан Д. Вінджі. Вперше він був опублікований як обкладинка червневого номера журналу Analog Science Fiction and Fact за 1977 рік.

## Сюжет
Дія твору відбувається на Титані, де місцеві жителі — розумні істоти, схожі на істот із рисами рептилій, живуть у світі жорстоких соціальних ієрархій. Головною героїнею є Т'уупіє, хитра й амбітна істота, яка прагне влади, маніпулюючи іншими заради досягнення своїх цілей.
Коли королева бандитів Т'уупіє виявляє космічний зонд людини, вона думає, що це надприродна істота, і бере його з собою, щоб він служив радником. Люди, які спостерігають за зондом, повинні вирішити, чи втручатися в її культуру, відмовляючи її від вчинення звірств, чи продавати відеозаписи її звірств, щоб фінансувати продовження дослідження.
Оповідання ставить під сумнів ідею культурної зверхності та показує, як взаємодія різних цивілізацій може призводити до неочікуваних наслідків, зокрема до внутрішніх трансформацій і конфліктів.
Назва твору має кілька можливих інтерпретацій, які тісно пов'язані з темою та символізмом твору.
1. У тексті згадується, що очі головної героїні Т'уупіє мають бурштиновий відтінок, що відповідає її рептилієподібному вигляду. Ця деталь підкреслює її інопланетну природу, створюючи в читача враження екзотичності та іншості.
2. Бурштин — матеріал, який асоціюється з красою, але також із нерухомістю та застиглістю. Очі Т'уупіє можуть символізувати її холодну, маніпулятивну та жорстоку натуру, особливо в контексті боротьби за виживання та владу в її світі.
3. Назва може натякати на те, як земні дослідники сприймають інопланетний світ і саму Т'уупіє. Її «бурштинові очі» — це метафора для обмеженої перспективи, через яку вони спостерігають за чужою культурою. Дослідники бачить її через призму власного досвіду, можливо, прикрашаючи чи романтизуючи реальність.
4. Назва також може відображати складність міжкультурного сприйняття. Очі бурштину, які для одних можуть бути символом краси, для інших можуть асоціюватися з небезпекою чи відстороненістю.

## Відгуки
«Бурштинові очі» отримали премію «Г'юго» 1978 року як найкраща повість. Пізніше Віндж повідомила, що дізналася, що букмекери запропонували шанси 40 до 1 проти її перемоги.
Огляд у Foundation привернув увагу до контрасту між квазісередньовічним суспільством на Титані та «передовою технологією контрольної (зонда)», тоді як у Black Gate Стівен Х. Сільвер зазначив, що історія заснована на культурному імперіалізмі.
Джеймс Ніколл зауважив, що вид Т'уупіє «не дуже інопланетний» і «нагадує інопланетян Лі Брекетта 1940-х років, а не щось науково правдоподібне». Майк Ешлі описав твір як «раціоналізований планетарний роман».